# دير شو
قرية دير شو هي إحدى القرى التابعة لمركز أبنوب في محافظة أسيوط في جمهورية مصر العربية. حسب إحصاءات سنة 2006، بلغ إجمالي السكان في دير شو 4647 نسمة، منهم 2496 رجل و2151 امرأة.